# Ininka
Ininka – osada w Polsce położona w województwie zachodniopomorskim, w powiecie goleniowskim, w gminie Goleniów. Teren wchodzi w skład sołectwa Łozienica.
Do 1945 r. poprzednią niemiecką nazwą osady była Vw. Höfe links der Ihna. W 1948 r. ustalono urzędowo polską nazwę osady Ininka.